# Christian Coustillas
Christian Coustillas, professeur agrégé de mathématiques, est un joueur français de Scrabble. Il est champion du monde de Scrabble classique, à la suite de sa victoire à Rimouski (Québec) le 19 juillet 2013 contre Julien Affaton. 

## Palmarès
- Champion du monde de Scrabble classique : 2010, 2013
- Champion de France de Scrabble classique : 2011
- En 2009, il participe à l'émission "Des chiffres et des lettres" sur la chaîne de télévision France 3 où il remporte plusieurs manches.